# セルトリ細胞遺残症候群
セルトリ細胞遺残症候群（セルトリさいぼういざんしょうこうぐん、英: Sertoli cell-only syndrome; SCOS）または生殖細胞無形成（せいしょくさいぼうむけいせい、英: Germ cell aplasia）は、精巣精細管にセルトリ細胞のみが存在する無精子症として定義される。精子は精原細胞から有糸分裂・減数分裂により生成され、セルトリ細胞は血液-精巣関門の形成に寄与し、視床下部から分泌される卵胞刺激ホルモンに反応し、精子形成を助ける。セルトリ細胞遺残症候群では英語名の“only”の名が示す通り精細管にセルトリ細胞のみが存在し、精原細胞が（殆ど）存在しないため精子形成が起こらない。
男性は、20歳から40歳の間に不妊症の検査を受け、無精子症が判明し、SCO症候群であると診断されることが多い。他の徴候や症状は稀であるが、クラインフェルター症候群等の基礎疾患が他の症状を引き起こす場合もある。
SCO症候群の殆どの症例は特発性であるが、Y染色体領域、特に無精子症因子領域の遺伝子の欠失が原因となることがある。その他の要因としては、化学物質や毒物への暴露、放射線治療の既往、重度の外傷歴などがある。精巣生検でSCO症候群の診断が確定する。現在のところ有効な治療法はないが、生殖補助医療によってSCO症候群の男性の生殖が可能になる場合もある。

## 徴候・症状
不妊症はセルトリ細胞遺残症候群の最も一般的な症状である。精液検査では無精子症が認められ、精子濃度はしばしば100万匹/mL未満に低下する。SCO症候群の男性の精巣は通常、小型から正常の大きさで、形も硬さも正常であるが、一部の患者では精巣が著しく萎縮することがある。セルトリ細胞遺残症候群の患者の大部分（最大90％）はFSH値が上昇しており、その値は通常正常値の2～3倍である。

## 原因
セルトリ細胞遺残症候群の起源は明らかではないが、幾つかの説が提唱されている。これらの説には、特に無精子症因子領域のY染色体微小欠失、化学物質や毒物への暴露、放射線療法、重度の精巣損傷などが挙げられる。最近の証拠では、セルトリ細胞遺残症候群ではY染色体CDY1欠失があることが示されており、DAZおよびCDY1遺伝子の逆転写ポリメラーゼ連鎖反応検査により、この病態を予測できる可能性があるだけでなく、不妊治療のための成熟精子が見つかる可能性も評価できる。

## 病理
セルトリ細胞遺残症候群は、おそらく多因子性であり、精細管にセルトリ細胞のみが存在するため、精子形成が著しく低下するか、あるいは欠如することを特徴とする。この稀な症候群の男性のかなりの部分は、Y染色体のYq11領域（AZF領域として知られる）に微小欠失を有している。特に、SCO症候群はAZFa微小欠失と相関する。SCO症候群には2つのタイプがある。SCO1型は、卵黄嚢から生殖隆起への始原生殖細胞の移動が変容したために精原細胞が全く存在しないものであり、SCO2型は、その後の損傷によるもので、ごく一部の尿細管に僅かに精原細胞が存在する。

## 診断
セルトリ細胞遺残症候群は通常、最初に2回の精液検査を実施して評価される。SCO症候群は、精液中に精子が全く存在しない無精子症を特徴とすることが多い。ごく一部の患者には、測定可能な量の精子が残っていることがある。
Sco症候群の患者の約90％はFSH値が上昇しており、通常は正常値の2～3倍である。
精巣生検は、非閉塞性無精子症とセルトリ細胞遺残症候群を鑑別する唯一の方法である。

## 治療
セルトリ細胞遺残症候群の治療法は、現在のところ確立していない。しかし、精子の数が著しく少ない/精子が全くない患者でも、生殖補助医療の検討対象となる。顕微鏡下精巣精子採取法は、患者の精巣から直接精子を採取する顕微鏡手術である。簡単な針刺しで行う精巣精子吸引法よりも精子回収の成功率はかなり高い。
2018年4月、京都大学の研究グループは、不妊症モデルマウスについてアデノ随伴ウイルスを用いた精巣への新規遺伝子導入による精子形成能力の回復に成功したと発表した。

## 疫学
セルトリ細胞遺残症候群は一般集団では極めて稀である。不妊症は日本のカップルの1⁄6が罹患している。その約半数では、男性側に原因がある。具体的なデータを得るのは難しいが、SCO症候群は前述の不妊症患者の5％〜10％未満である。